# Jambajeli
Jambajeli (Schreibvariante: Jambanjali, Jambanjelly; Namensvariante: Fula Kunda) ist eine Ortschaft im westafrikanischen Staat Gambia.
Nach einer Berechnung für das Jahr 2013 leben dort etwa 6177 Einwohner, das Ergebnis der letzten veröffentlichten Volkszählung von 1993 betrug 2772.

## Geographie
Jambajeli liegt in der West Coast Region, Distrikt Kombo South. Der Ort liegt an der Kreuzung zweier Hauptstraßen, einmal die Straße die in ostwestlicher Richtung nach Brikama und Sanyang und die Straße die in nordsüdlicher Richtung nach Sukuta und Kunkujang führt.

## Persönlichkeiten
- Ismail Badjie (* 2005), deutsch-gambischer Fußballspieler